# Eudiocrinus venustulus
Eudiocrinus venustulus is een haarster uit de familie Eudiocrinidae.
De wetenschappelijke naam van de soort werd in 1912 gepubliceerd door Austin Hobart Clark.